# Museo Arqueológico de Igumenitsa
El Museo Arqueológico de Igumenitsa es un museo de la región de Tesprotia, ubicada en Epiro, Grecia.
El proyecto para la creación de un museo arqueológico que albergara los hallazgos de Tesprotia se inició en 1999 pero diversos problemas hicieron que la construcción del edificio se prolongara hasta el año 2009, año en el que se inauguró el museo.

## Colecciones

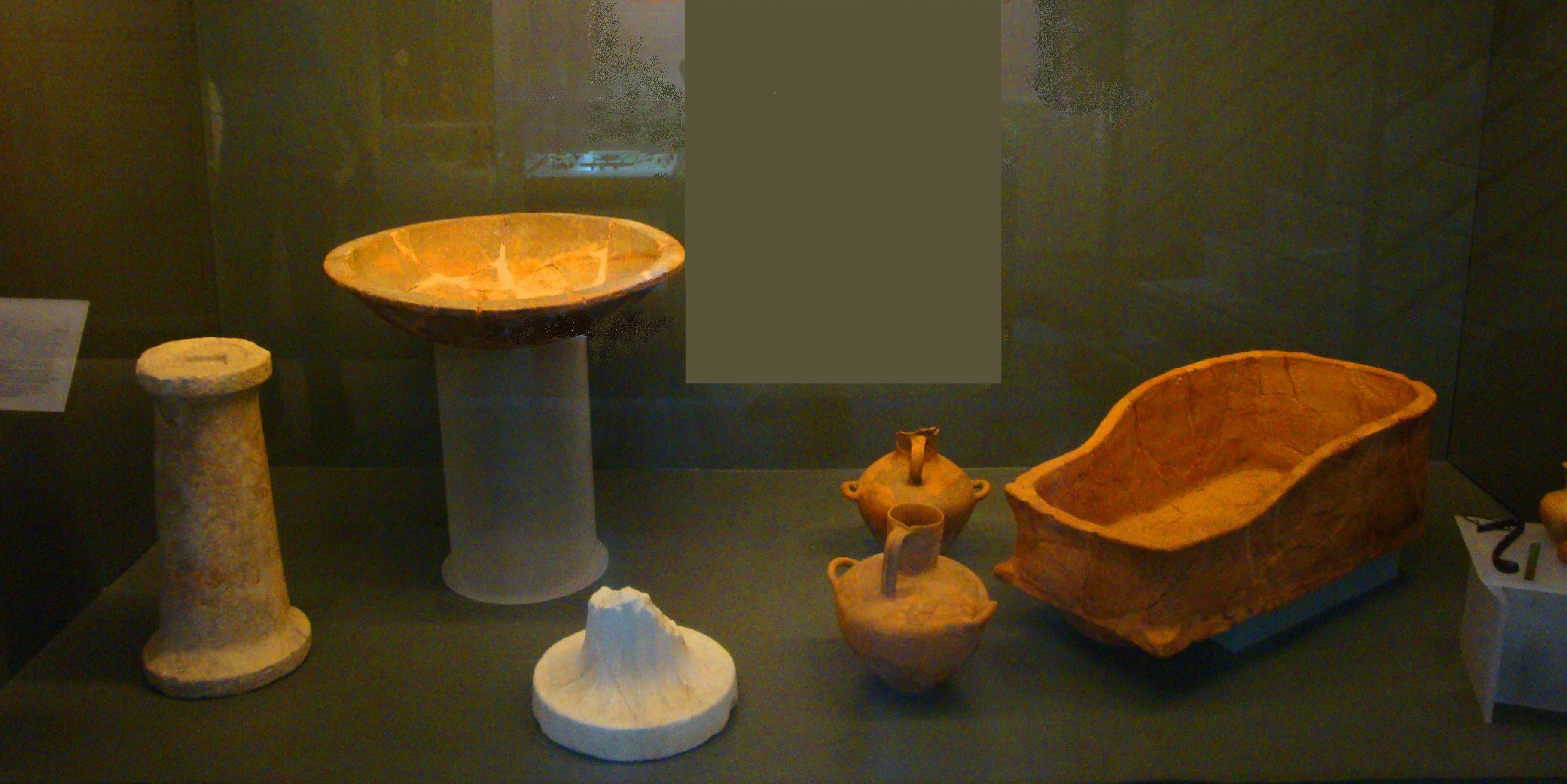
Recipientes de arcilla para el baño procedentes de la antigua Elea.

El museo contiene una colección de objetos que pertenecen a periodos comprendidos entre el paleolítico medio y el siglo XVII procedentes de excavaciones arqueológicas de Tesprotia, aunque la mayoría de ellos son del periodo helenístico y de la época romana. Está dividido en varias áreas temáticas: historia arqueológica de la zona, asentamientos, vida pública, vida privada y costumbres funerarias.
La primera sección, cuya función es como una introducción, expone la cronología histórica de la zona y una serie de hallazgos correspondientes a cada época, desde la prehistoria hasta la época bizantina.
A continuación, se exponen piezas arquitectónicas y objetos pertenecientes a los antiguos asentamientos de la región, como Elea (la primera capital), Gítana (la más destacada desde el punto de vista de la planificación urbana), Doliani (quizá la antigua Fánote) y Ladojori.
La sección dedicada a la vida pública se divide a su vez en varias áreas: la organización política y económica, los edificios públicos, el armamento y las actividades de culto. Se exponen objetos como pesas, monedas, sellos, armas y ofrendas religiosas, entre otros.
Por otra parte, la vida cotidiana de los antiguos habitantes se muestra también en diversos aspectos: las actividades y oficios, el hogar, el aseo y la vestimenta, a través de objetos como herramientas, juguetes, instrumentos musicales, cerámica, joyas, materiales textiles y otros.
Por último, se halla la sección dedicada a las costumbres funerarias, a través de hallazgos de diferentes necrópolis de la zona desde el periodo micénico hasta la época bizantina media. Aquí se expone también la relación de Tesprotia con el Inframundo de la mitología griega.